# Geórgios Delikáris
Geórgios Delikáris (en grec moderne : Γεώργιος Δεληκάρης, né en 1951 au Pirée) est un footballeur grec des années 1970.
Ce milieu de terrain offensif qui a joué dans les deux grands clubs du pays, l'Olympiakos (de 1970 à 1978) et le Panathinaïkós (de 1978 à 1982), était surnommé le « Gianni Rivera grec » de par son jeu fin et subtil ressemblant à celui du prodige italien. Il est considéré comme l'un des plus grands talents grecs de tous les temps.
Delikáris a obtenu 32 sélections en équipe de Grèce entre 1971 et 1981, marquant 7 buts. Toutefois, il ne participa pas à l'Euro 1980 avec la Grèce.